# Rhipsalis

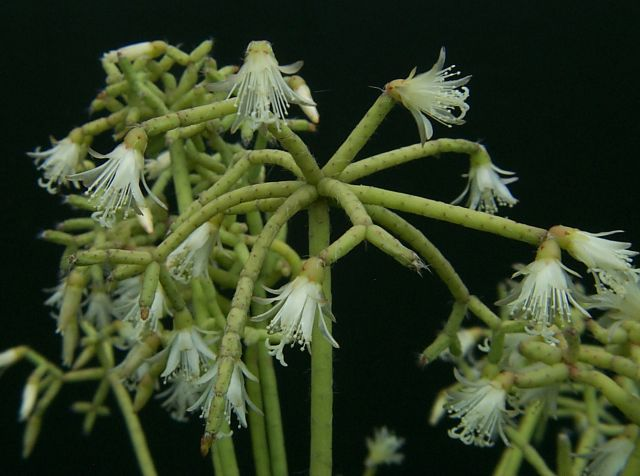
Kwitnący okaz Rhipsalis cereuscula

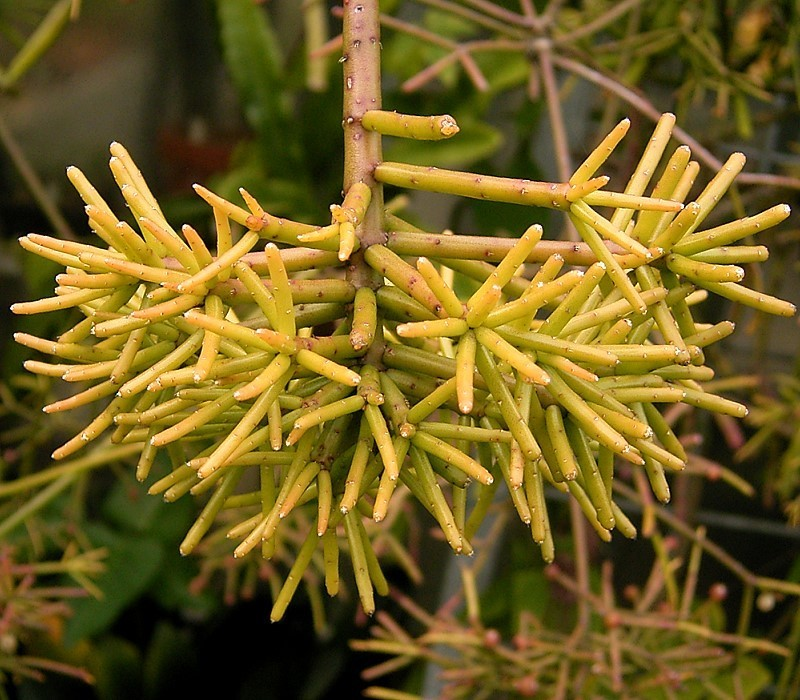
Rhipsalis teres

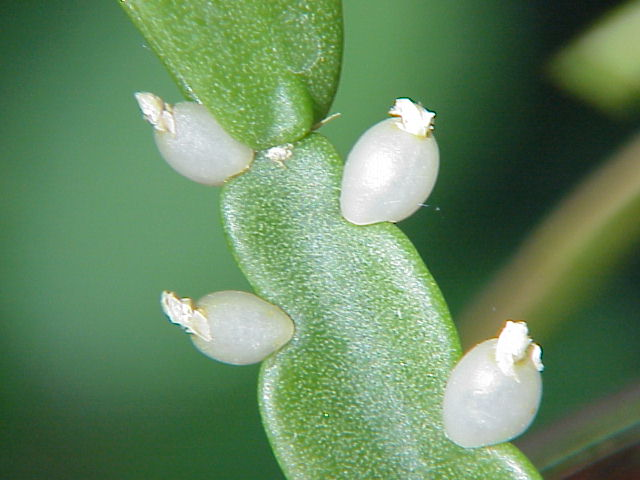
Rhipsalis micrantha

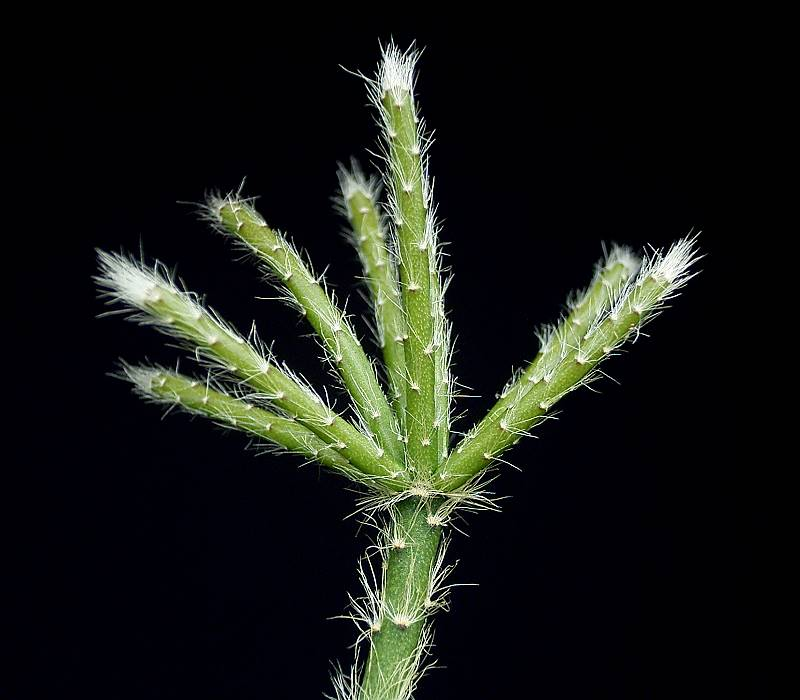
Rhipsalis pilocarpa

Rhipsalis Gaertn. – rodzaj sukulentów z rodziny kaktusowatych (Cactaceae). Są to głównie epifity, niektóre z nich to litofity, w większości nie posiadają cierni. Występują w Ameryce Środkowej, części wysp Karaibskich i dużej części północnej i środkowej Ameryki Południowej. Jeden gatunek, Rhipsalis baccifera, występuje ponadto w Afryce, na Madagaskarze, Sri Lance, w Indiach i Nepalu. Gatunkiem typowym jest R. cassutha J. Gaertner.

## Systematyka
Synonimy
Cassyta J.Mill.,  Cassytha Mill., Erythrorhipsalis A.Berger, Hariota Adans.
Pozycja systematyczna według APweb (aktualizowany system APG III z 2009)
Należy do rodziny kaktusowatych (Cactaceae) Juss., która jest jednym z kladów w obrębie rzędu goździkowców (Caryophyllales) i klasy roślin okrytonasiennych. W obrębie kaktusowatych należy do plemienia Rhipsalideae, podrodziny Cacteoideae.
Pozycja w systemie Reveala (1993-1999)
Gromada okrytonasienne (Magnoliophyta Cronquist), podgromada Magnoliophytina Frohne & U. Jensen ex Reveal, klasa Rosopsida Batsch, podklasa goździkowe (Caryophyllidae Takht.), nadrząd Caryophyllanae Takht., rząd goździkowce (Caryophyllales Perleb), podrząd Cactineae Bessey in C.K. Adams, rodzina kaktusowate (Cactaceae Juss.), podrodzina Rhipsalidoideae Burnett, plemię Rhipsalideae DC., rodzaj Rhipsalis Gaertn.
Gatunki
- Rhipsalis aculeata F.A.C. Weber
- Rhipsalis agudoensis N.P.Taylor
- Rhipsalis baccifera (J.S.Muell.) Stearn
- Rhipsalis boliviana (Britton) Lauterb.
- Rhipsalis brevispina (Barthlott) Kimnach
- Rhipsalis burchellii Britton & Rose
- Rhipsalis campos-portoana Loefgr.
- Rhipsalis cereoides (Backeb. & Voll) Backeb.
- Rhipsalis cereuscula Haw.
- Rhipsalis clavata F.A.C.Weber
- Rhipsalis crenata (Britton) Vaupel
- Rhipsalis crispata(Haw.) Pfeiff.
- Rhipsalis dichotoma (DC.) Don
- Rhipsalis dissimilis (G.Lindb.) K.Schum.
- Rhipsalis elliptica G.Lindb. ex K.Schum.
- Rhipsalis floccosa Salm-Dyck ex Pfeiff.
- Rhipsalis grandiflora Haw.
- Rhipsalis hoelleri Barthlott & N.P.Taylor
- Rhipsalis hookeriana (DC.) Don
- Rhipsalis hylaea F. Ritter
- Rhipsalis incachacana Cárdenas
- Rhipsalis juengeri Barthlott & N.P.Taylor
- Rhipsalis kirbergii Barthlott
- Rhipsalis lindbergiana K.Schum.
- Rhipsalis lorentziana Griseb.
- Rhipsalis micrantha (Kunth) DC.
- Rhipsalis monocantha Griseb.
- Rhipsalis neves-armondii K.Schum.
- Rhipsalis oblonga oblonga Loefgr.
- Rhipsalis occidentalis Barthlott & Rauh
- Rhipsalis olivifera N.P.Taylor & Zappi
- Rhipsalis pachyptera Pfeiff.
- Rhipsalis paradoxa (Salm-Dyck ex Pfeiff.) Salm-Dyck
- Rhipsalis paranganiensis (Cárdenas) Kimnach
- Rhipsalis pilocarpa Loefgr.
- Rhipsalis platycarpa (Zucc.) Pfeiff.
- Rhipsalis pulchra Loefgr.
- Rhipsalis puniceodiscus G.Lindb.
- Rhipsalis rhombea (Salm-Dyck) Pfeiff.
- Rhipsalis teres (Vell.) Steud.
- Rhipsalis trigona Pfeiff.

## Zagrożenia
Stopień zagrożenia części gatunków został zbadany przez IUCN. Spośród 11 gatunków umieszczonych w Czerwonej księdze gatunków zagrożonych cztery uznano za narażone na wyginięcie (kategoria zagrożenia VU): Rhipsalis cereoides, R. crispata, R. pilocarpa, R. russellii; jeden za bliski zagrożeniu (kategoria NT): R. oblonga. Liczebność populacji tych gatunków maleje. Postępująca utrata siedlisk wynika między innymi z zabierania terenów pod uprawę, budowę infrastruktury, z niszczenia lasów (pozyskiwanie drewna) i wzmożonej turystyki.